# Chapelle Saint-Martial (Avignon)
La chapelle Saint-Martial est une chapelle du palais des papes d'Avignon.
Elle est remarquable par un cycle de fresques consacré à saint Martial, réalisé par Matteo Giovannetti

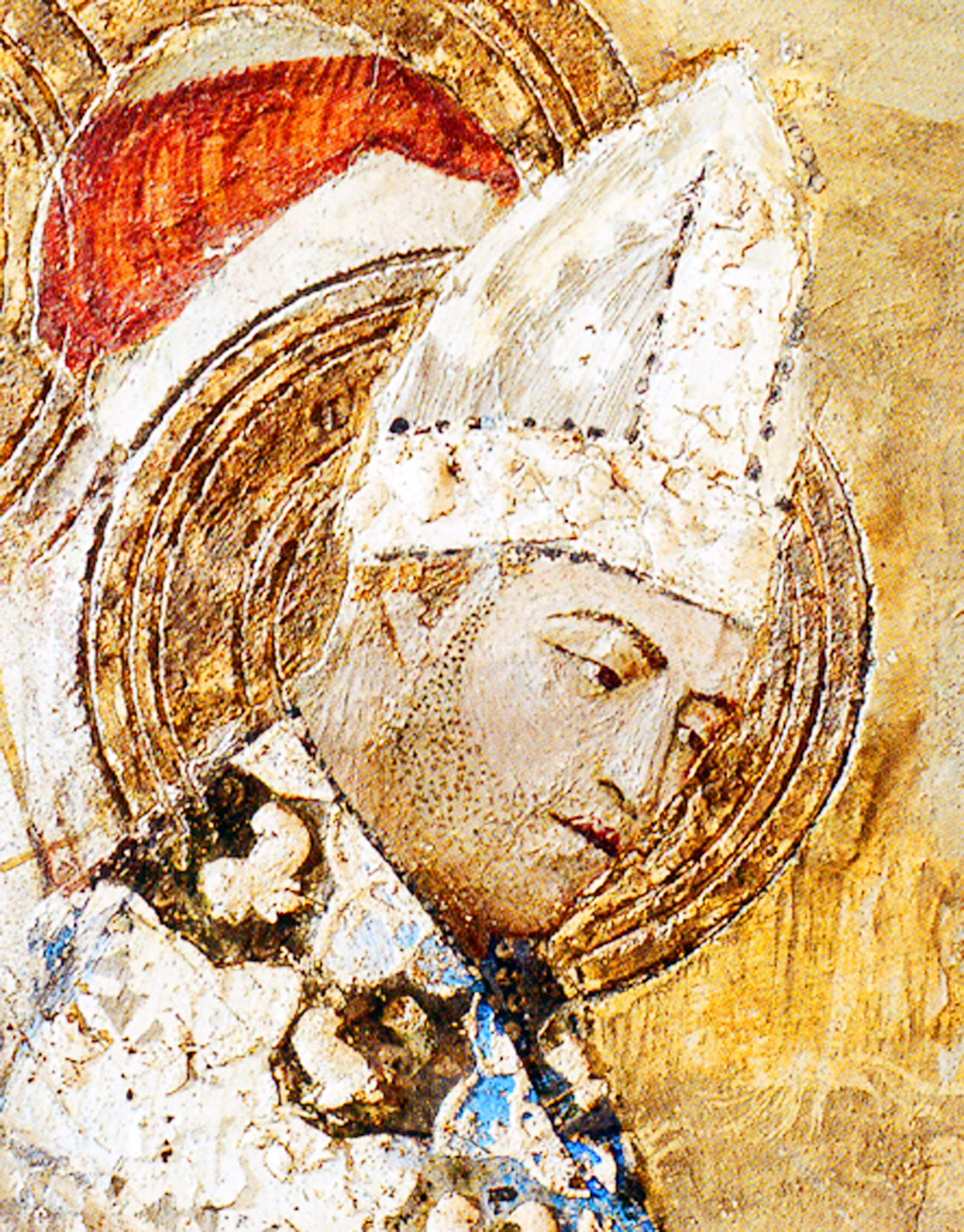
Détail Clément VI représenté en saint Martial.

## Histoire
Le pape Clément VI  fit travailler Matteo Giovannetti  à la décoration du palais des papes d'Avignon où il dirigea des équipes de peintres venus de toute l'Europe. À la mort de Martini, il fut chargé de la décoration des chapelles.
Il commença le 13 octobre 1344 la décoration de la chapelle Saint-Martial qui s’ouvre dans le Grand Tinel. Elle fut achevée le 1er septembre 1345. Du 9 janvier au 24 septembre 1345, il décora l’oratoire Saint-Michel. En novembre 1345, il débuta les fresques du Grand Tinel qu’il termina en avril 1346. Puis en 1347, du 12 juillet au 26 octobre, il œuvra dans la salle du Consistoire, puis dans la chapelle Saint-Jean.

## Description

### La chapelle Saint-Martial
Située au deuxième étage de la tour Saint-Jean, la chapelle Saint-Martial retrace, par ses peintures, les points forts de la vie de saint Martial. Matteo Giovanetti y travailla entre 1344 et 1345. Le sens de lecture de ces scènes va de haut en bas.
Les voûtains de cette chapelle sont illustrés de treize scènes du début de la vie de saint Martial : sa rencontre avec l'enseignement du Christ lorsqu'il était jeune ; son baptême ; la prédication du Christ ; la pêche ; l'apparition du Christ à saint Pierre et sa demande d'envoyer Martial évangéliser la Gaule ; l'envoi de Martial avec deux compagnons en Gaule ; la remise du bâton pastoral de saint Pierre à Martial ; la résurrection d'Austriclinien pendant laquelle Martial impose le bâton de saint Pierre à la mort ; la guérison de la fille d'Arnulfus ; la résurrection du fils de Nerva ; le baptême du peuple de Toulx ; le miracle d'Ahun et la guérison du paralytique.
Le registre supérieur continue avec sept autres scènes en quatre panneaux : La résurrection d'André et d'Aurélien à Limoges ; le martyre de sainte Valérie, la montée au ciel de son âme et la résurrection de son bourreau ;  l'amende honorable du duc Étienne et la résurrection d'Hildebert, l'un de ses officiers ; la destruction des idoles à Bordeaux, la guérison de Sigisbert, comte de Bordeaux et l'extinction de l'incendie.
Sur le registre médian, on trouve neuf autres scènes en quatre panneaux : l'apparition du Christ à Martial à Poitiers puis le martyre des saints Pierre et Paul ; l'ordination de saint Aurélien et la création de treize églises en Gaule ; l'apparition du Christ pour l'annonce de la mort à Martial, l'offrande faite à Martial par sainte Valérie de sa tête coupée et enfin sa mort ; le cortège funèbre et la guérison des malades grâce à son suaire. Ce registre étant plus proche du sol et donc plus facilement accessible, il est en moins bon état de conservation que le reste. Enfin, le registre inférieur, juste au-dessus du sol, est réservé à des motifs en trompe-l'œil.

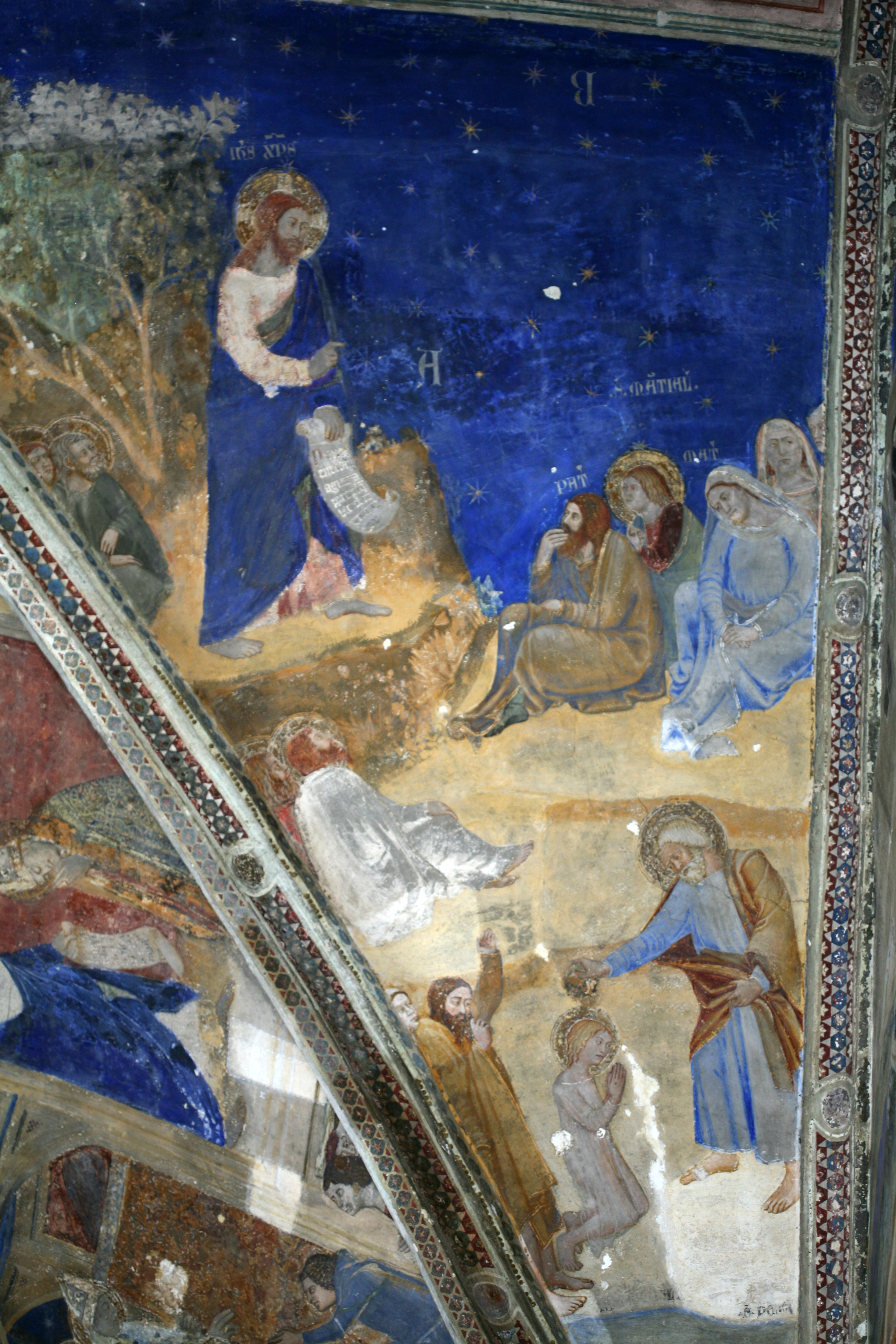
Prédication du Christ devant saint Martial - Voûtain nord
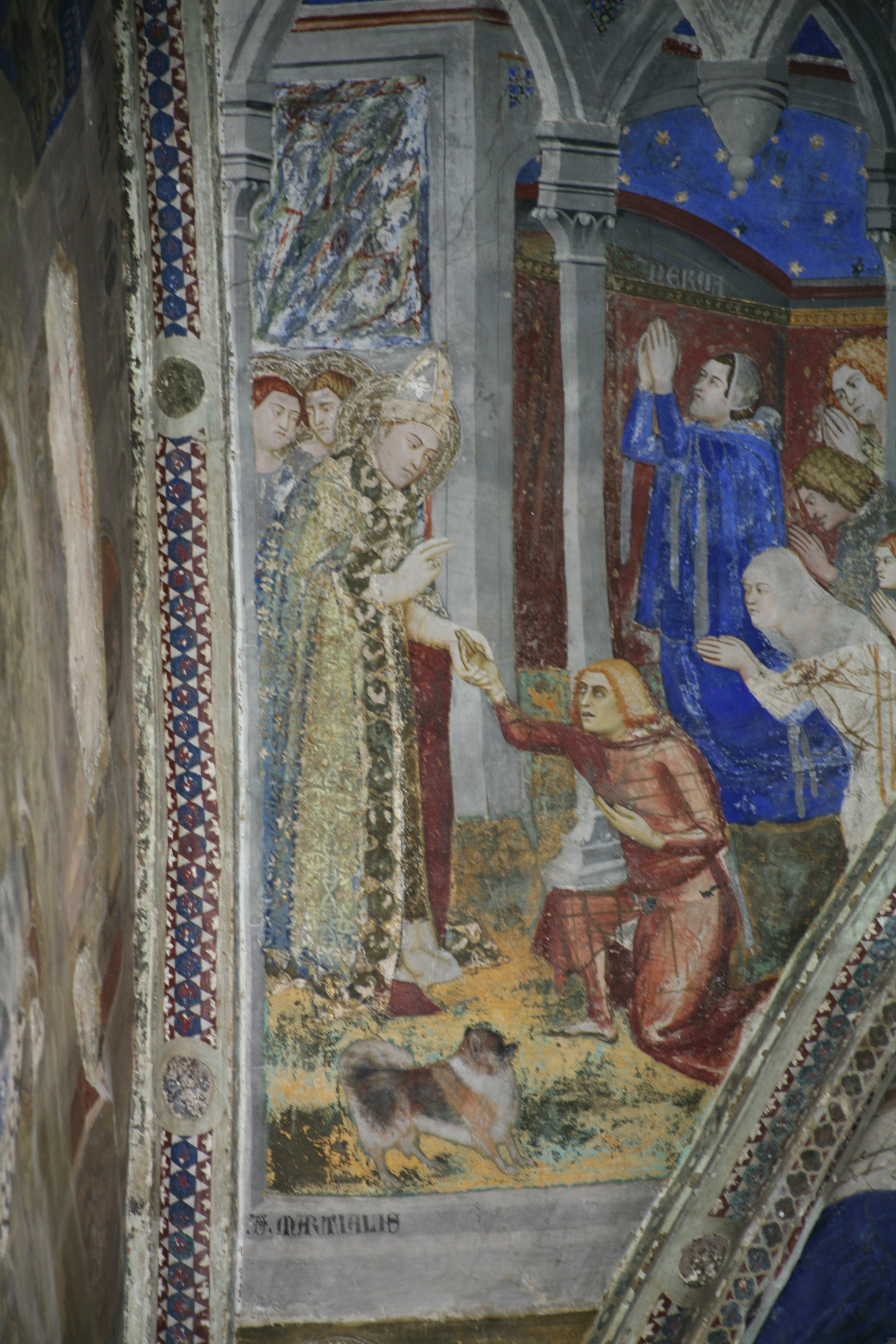
Détails - Résurrection du fils de Nerva - Voûtain sud
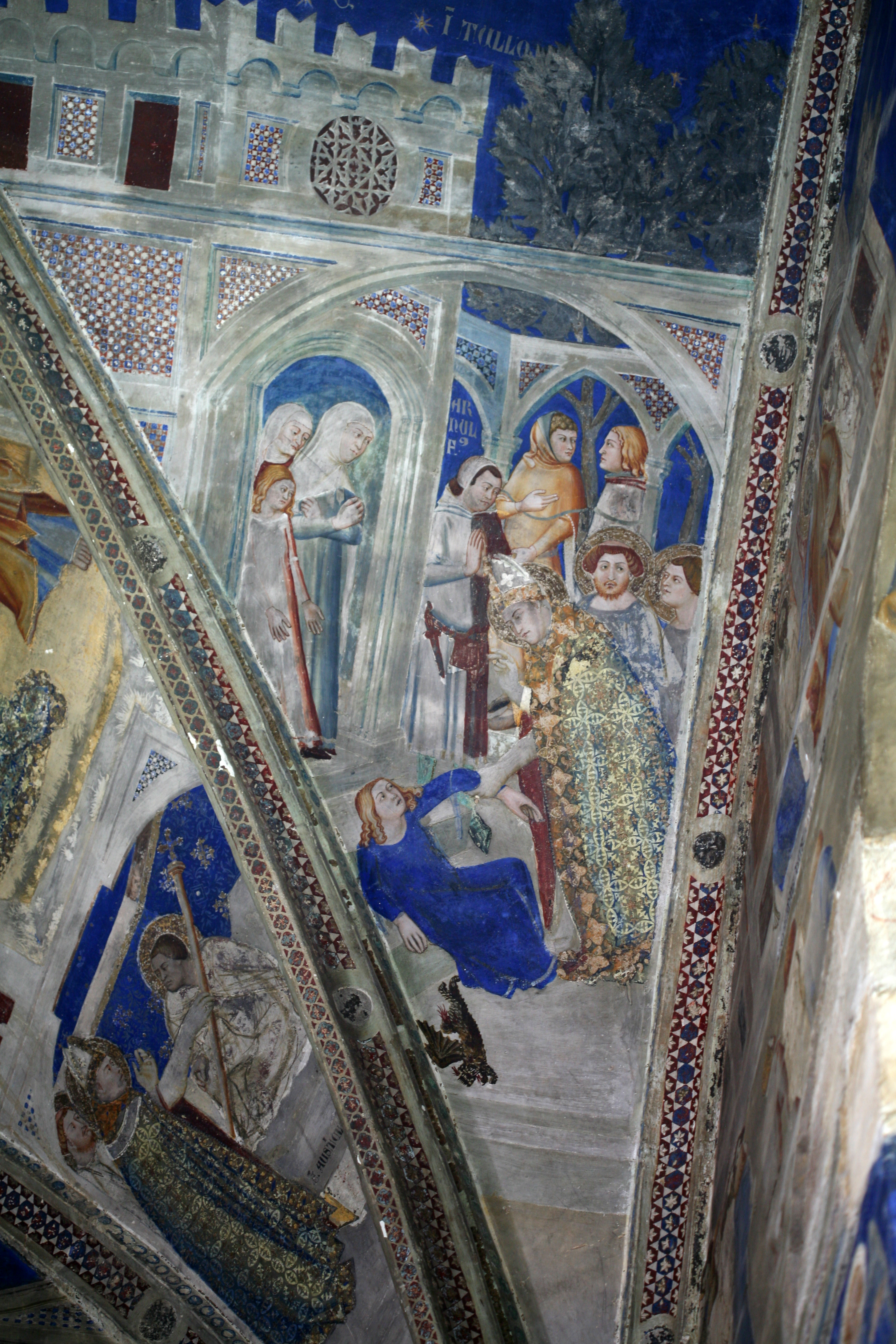
Guérison de la fille d'Arnulfus - Voûtain sud
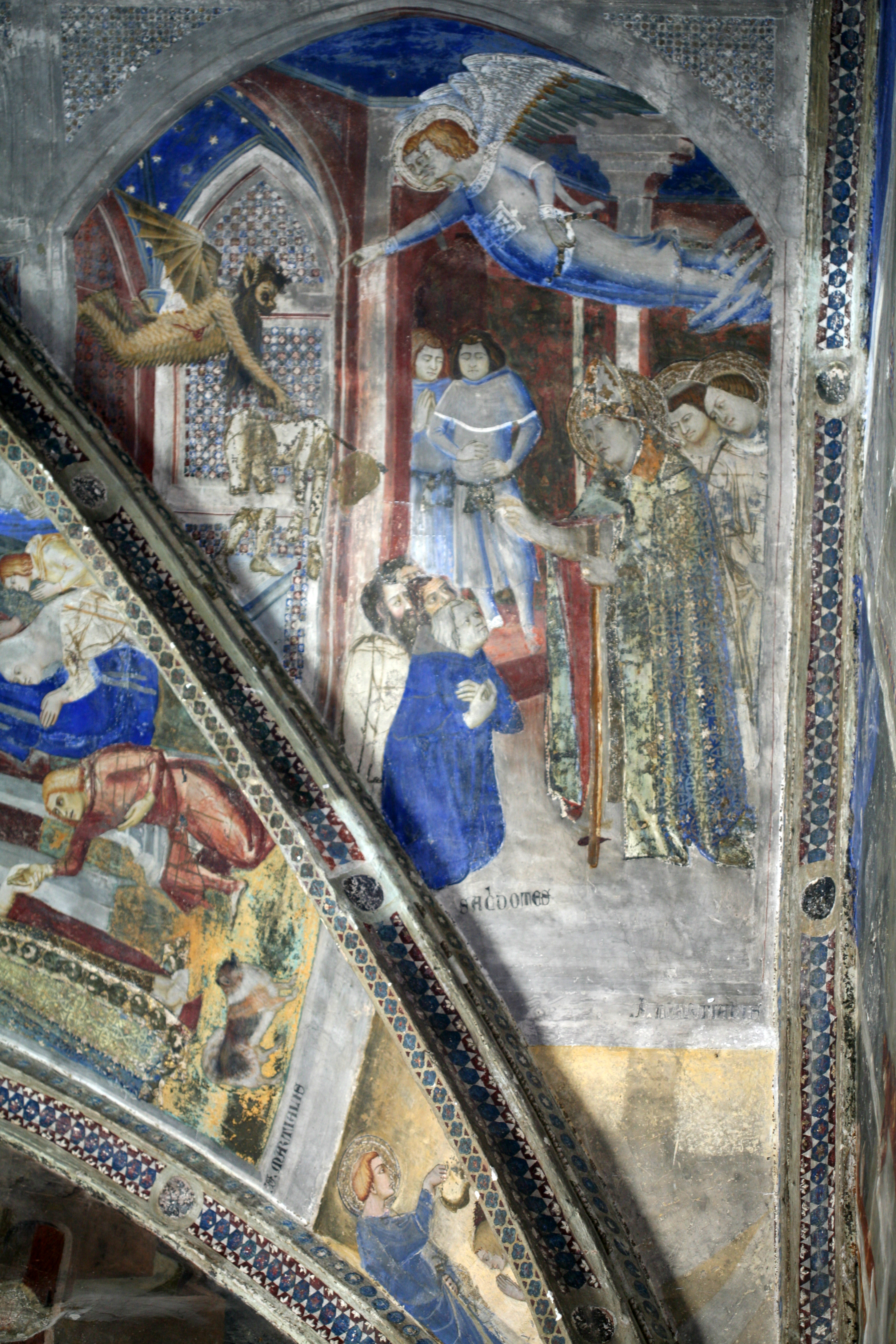
Miracle à Ahun - voûtain ouest
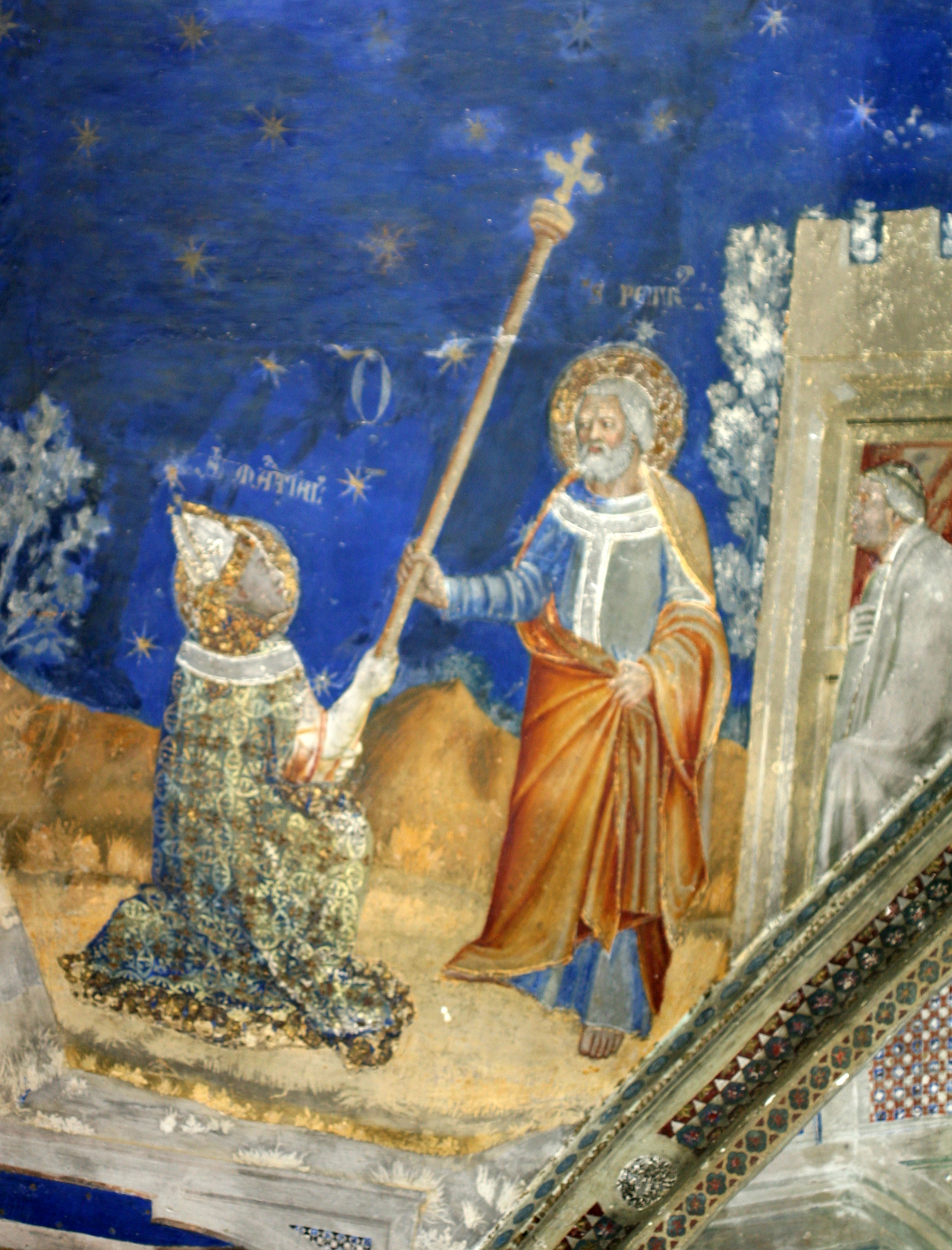
Remise du bâton de saint Pierre (détail) - Voûtain est
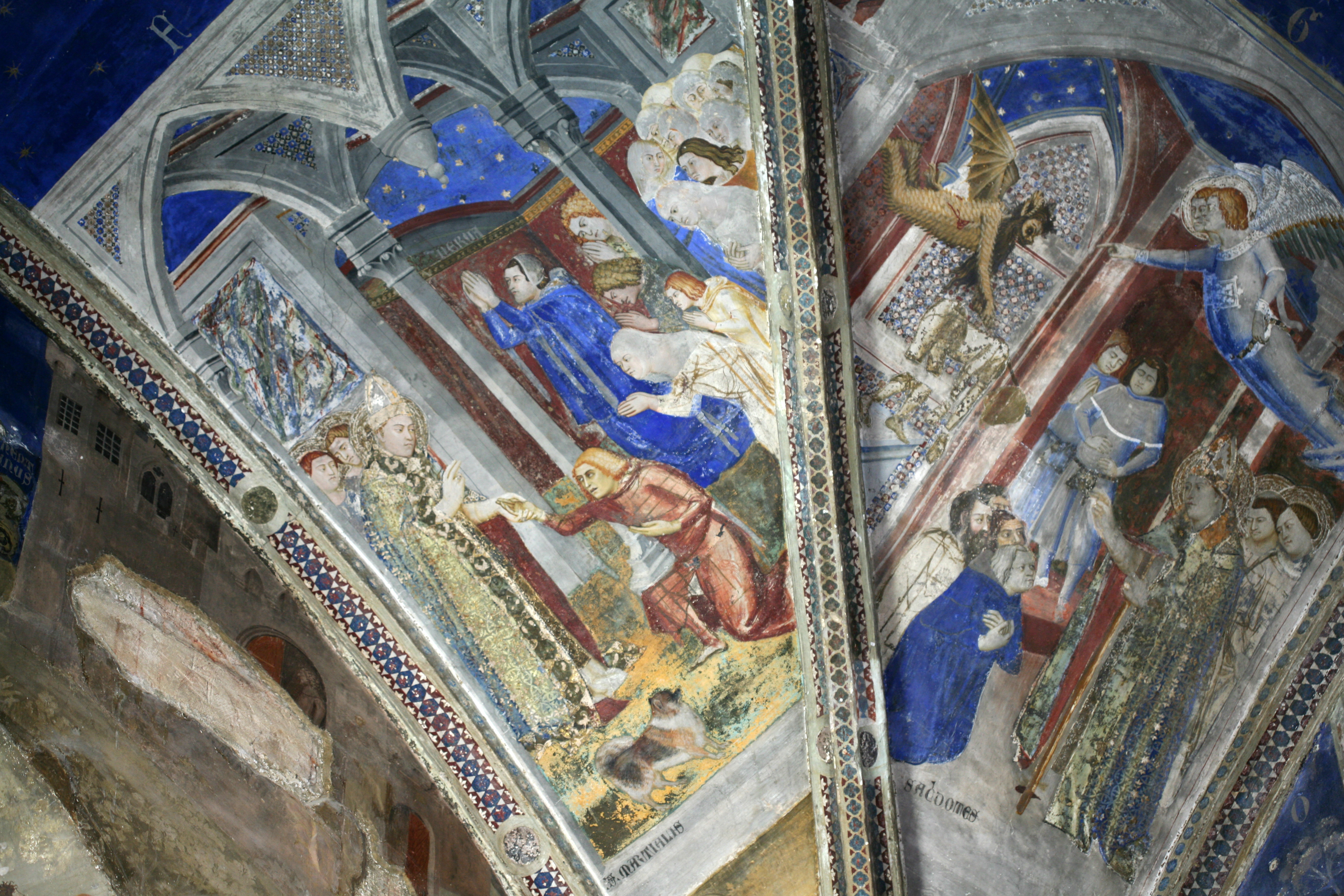
Résurrection du fils de Nerva et Miracle à Ahun - voûtains sud et ouest
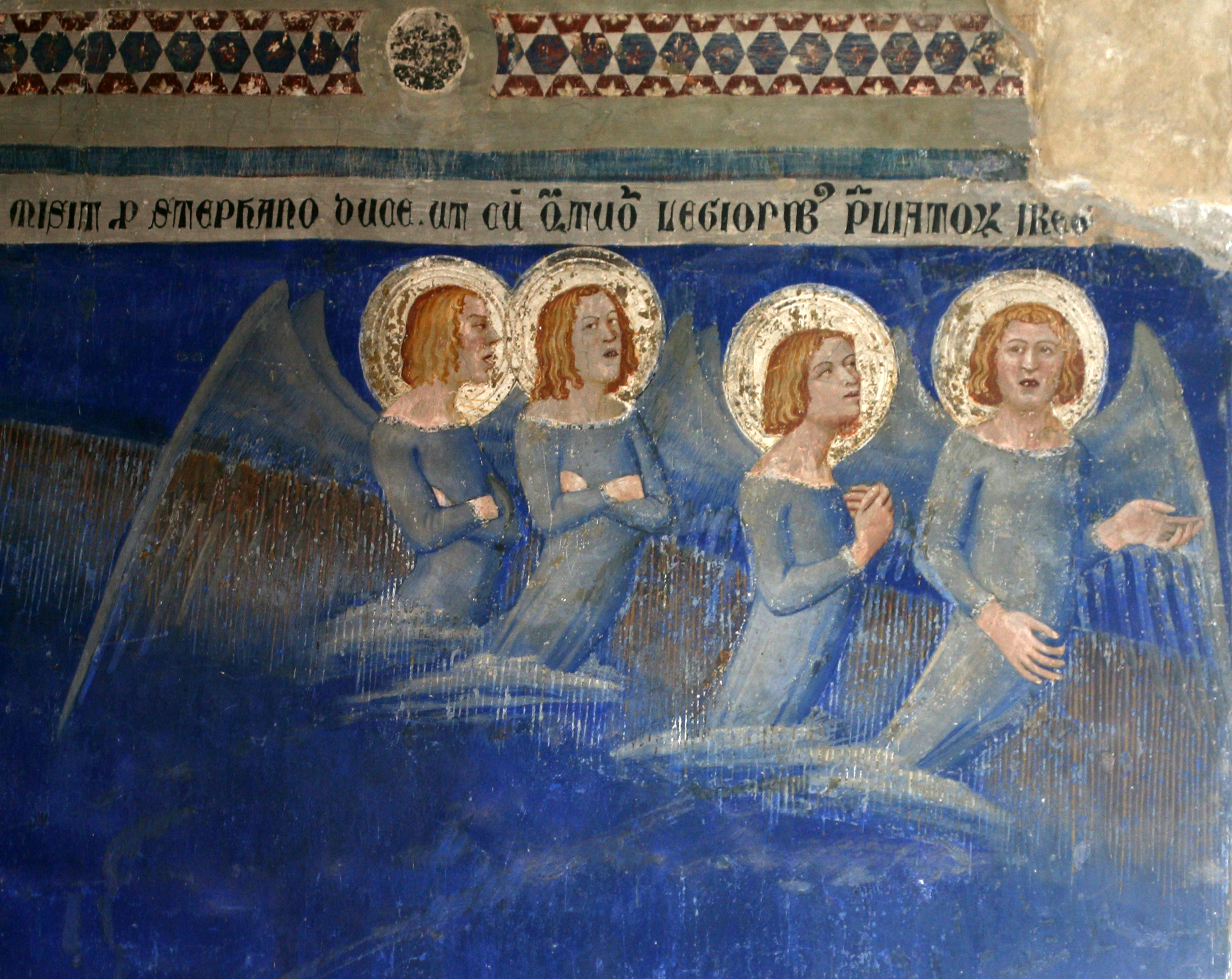
4 anges - Cortège funèbre de saint Martial - registre médian
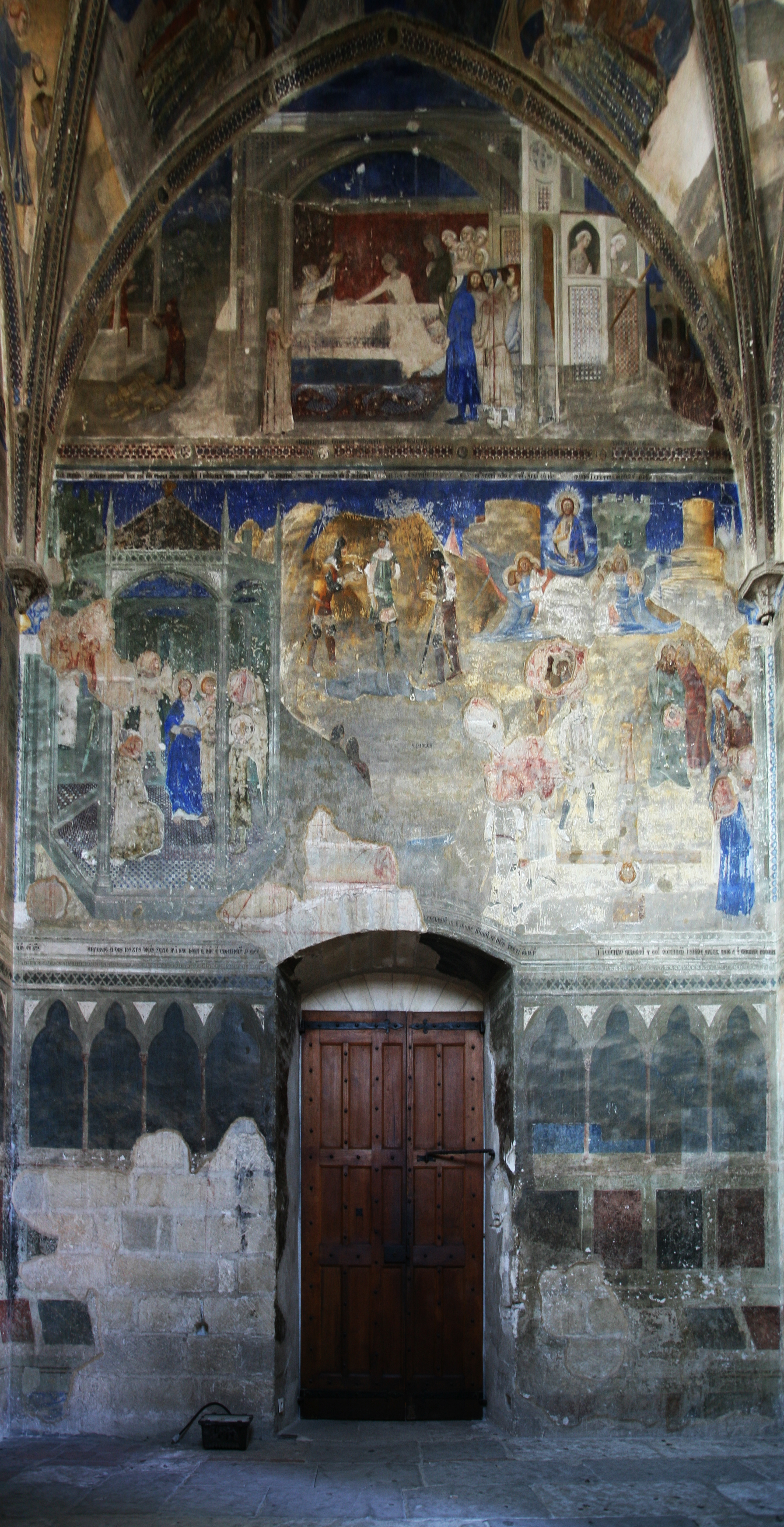
Chapelle saint Martial - mur ouest et porte

### La chapelle Saint-Jean

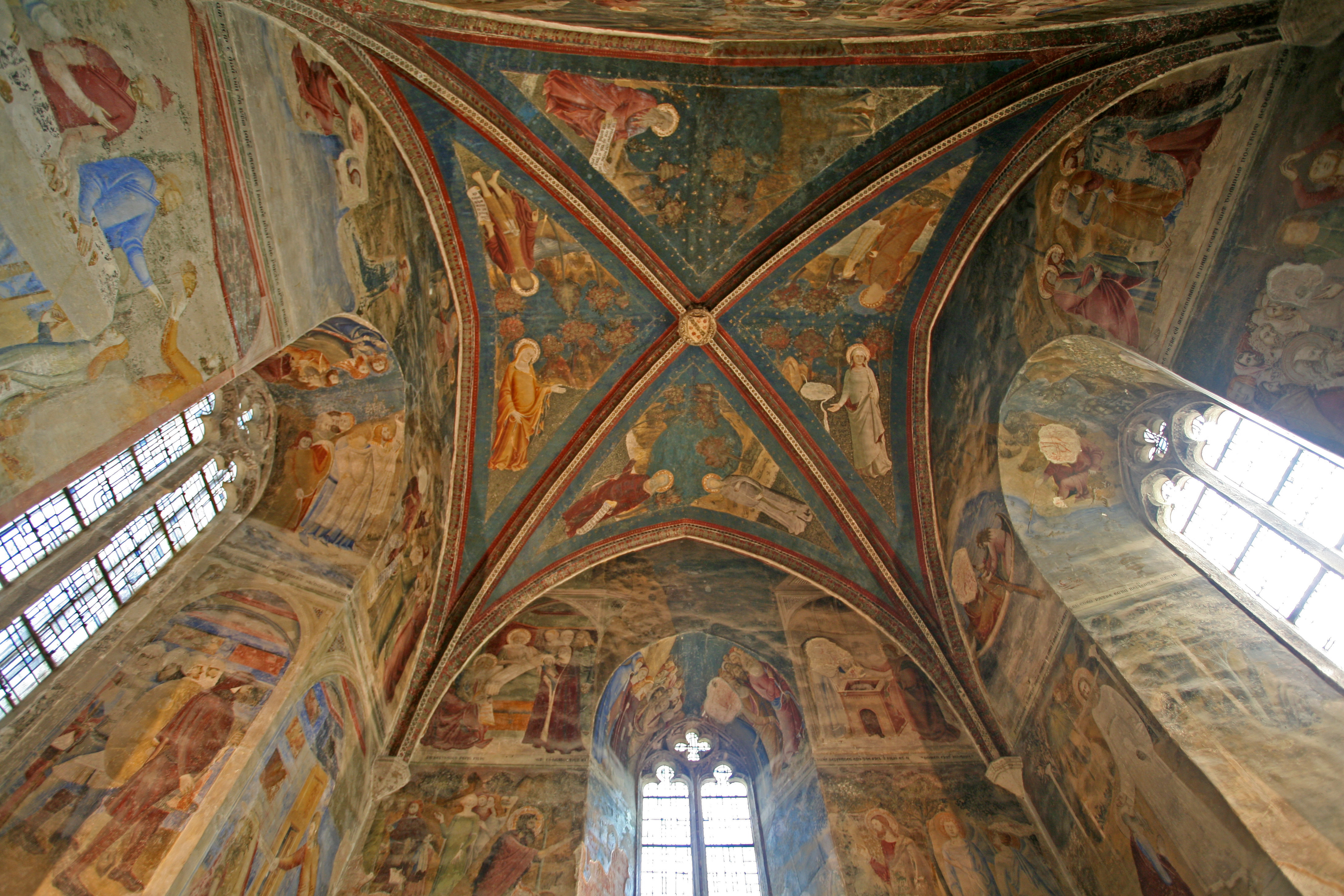
La chapelle Saint-Jean

De 1347 à 1348, Matteo Giovannetti s'occupa également de la chapelle Saint-Jean. Située sous la chapelle Saint-Martial, cette dernière, avec une entrée par le nord, est accessible depuis la salle du Consistoire, de plain-pied avec le cloître construit par Benoit XII. Là encore, le sens de lecture s'effectue de haut en bas, mais il y a en parallèle deux histoires, celle de saint Jean-Baptiste au sud et à l'est et celle de saint Jean l'évangéliste au nord et à l'ouest. L'histoire proprement dite ne commence qu'à partir du registre supérieur, les voûtains étant dédiés à la présentation de parents des deux saints. Pour saint Jean-Baptiste : sainte Élisabeth sa mère, saint Zacharie son père et sainte Ismèrie sa grand-mère maternelle. Pour saint Jean l'évangéliste, sainte Marie-Salomé sa mère, saint Zébédée son père et sainte Anne sa grand-mère maternelle. En tout, avec les deux Jean, huit personnages sont présents sur les voûtains.